# Centauri Production
Centauri Production — частная компания, специализировавшаяся на разработке компьютерных игр, преимущественно, в жанре «квест». 

## История компании
Centauri Production основана в 2000 году в Праге, Чехия. Основной специализацией компании являлась разработка квестов, а также аркадных и детских игр. Однако, помимо этого, она выпустила также несколько экшенов и шутеров. Одними из наиболее известных проектов стали приключенческие Alternativa и Memento Mori
Также Centauri выступила разработчиком игрового движка CPAL3D, приспособленного для разработки трёхмерных и 2.5D-игр, и применявшегося во всех собственных разработках и предлагавшегося для лицензирования сторонним студиям.
Входила в ассоциацию независимых разработчиков IDEA Games (вместе с Black Element Software и ALTAR Games). 
30 сентября 2010 года общественности было объявлено о том, что Centauri Production, наряду с двумя вышеуказанными чешскими компаниями, была приобретена Bohemia Interactive Studio, известной по серии военных шутеров ARMA. 
Последней выпущенной игрой стала Memento Mori 2: Guardians of Immortality 2012 года.

## Разработанные игры
- 1996 — Rytíři Grálu (The Knights of the Grail) — ролевая игра, первая игра компании
- 1998 — Hovniválové aneb Záhada komixu (Dung-beetles aka The Mystery of A Comic) — квест
- 1999 — Horké léto 2 (Hot Summer 2) — квест
- 1999 — Jakub a Terezka (Jakub and Terezka) — квест
- 2000 — Fairy Tale about Father Frost, Ivan and Nastya — квест, игра по сказке «Морозко»
- 2000 — 2001 — 13 мини-игр шедшие как приложение к журналу Rodinný CD-Romek
- 2001 — 2005 — 19 мини-игр шедшие как приложение к журналу Čtyřlístek CD-Romek
- 2002 — The Fifth Disciple — ролевая игра, квест, совместная разработка с Napoleon Games
- 2002 — 2005 — 10 мини-игр шедшие как приложение к журналу Ferda CD-Romek
- 2003 — Domácí násilí: Game Over — аркада, квест
- 2004 — Gooka: The Mystery of Janatris — ролевая игра, квест
- 2006 — Evil Days of Luckless John — аркада, квест, третья игра в серии Horké léto, совместная разработка с Cinemax
- 2006 — The Ro(c)k Con Artists — аркада, экшн, игра по криминальной комедии «Рок-хулиганы»
- 2008 — Memento Mori — квест
- 2009 — Numen: Contest of Heroes — ролевая игра, совместная разработка с Cinemax
- 2009 — Pat & Mat — квест, игра по чехословацкому мультсериалу «Пат и Мат»
- 2010 — Alternativa — квест
- 2010 — Pound of Ground — шутер с видом от третьего лица
- 2012 — Memento Mori 2: Guardians of Immortality — квест